# 润楠
润楠, 椪（学名：Machilus pingii, Machilus nanmu）为樟科润楠属下的一个种。

## 扩展阅读
維基物種上的相關：润楠